# Selišči
Selišči este o localitate din comuna Sveti Jurij ob Ščavnici, Slovenia, cu o populație de 108 locuitori.